# صفوان بن ادريس التجيبي
صفوان بن إدريس بن إبراهيم التجيبي، أديب من الكتاب الشعراء، من بيت نابه. ولد في مرسية عام 560 وتوفي بها عام 598.

## السيرة الذاتية
ولد الأديب والشاعر صفوان بن إدريس بن إبراهيم التجيبي في مرسية عام 560 وتوفي بها عام 598. هو من بيت نابه، ومن كتبه «زاد المسافر» في أشعار الأندلسيين، و «بداهة المتحفز وعجالة المستوفز» ويسمى العجالة، مجموعة شعره ونثره، مجلدان، و «الرحلة» وكتاب في «أدباء الأندلس» لم يكمله. كان صفوان بن إدريس بن إبراهيم التجيبي أديبًا كاتبًا شاعرًا سريع الخاطر أخذ عن أبيه والقاضي ابن إدريس وابن غليون وأبي الوليد، وهو أحد أفاضل الأدباء المعاصرين في الأندلس. عاش ٣٨ سنة ولكنه أعطى الكثير من الأشعار والدواوين في هذه الفترة القصيرة، وكان أسلوبه في الكتابة مميز. كان أبوه، أبو عمرو إبراهيم بن إدريس القاضي التجيبي، شاعراً وولي قضاء بلده والخطبة بجامعه، وقد ألهم ابنه وسانده كثيرا في مسيرته الشعرية.

## أعمال الشاعر[6][4]
- كتاب زاد المسافر وراحلته.
- كتاب العجالة مجلدان يتضمنان طرفًا من نثره ونظمه.
- ديوان شعر.
- كتاب بداهة المتحفز وعجالة المستوفز.